# Agnesia
Agnesia é um género botânico pertencente à família Poaceae.

## Espécies
Apresenta uma única espécie:
- Agnesia lancifolia (Mez) Zuloaga et Judz.